# Topol osika
Topol osika (Populus tremula) neboli osika obecná, starším pravopisem osyka, je strom nebo keř z čeledi vrbovitých, dorůstající výšky do 20 m, s široce rozvětvenou korunou. Kůra je šedá a hladká, později tmavší a v bázi zbrázděná. Původem z Eurasie, roste v lesích na chudé půdě, je slunným typem a najdeme ho proto na okrajích lesa, světlinách, pasekách, loukách od nížin do horského stupně. Jako pionýrský druh rychle obsazuje lokality s narušeným půdním povrchem.

## Bližší popis

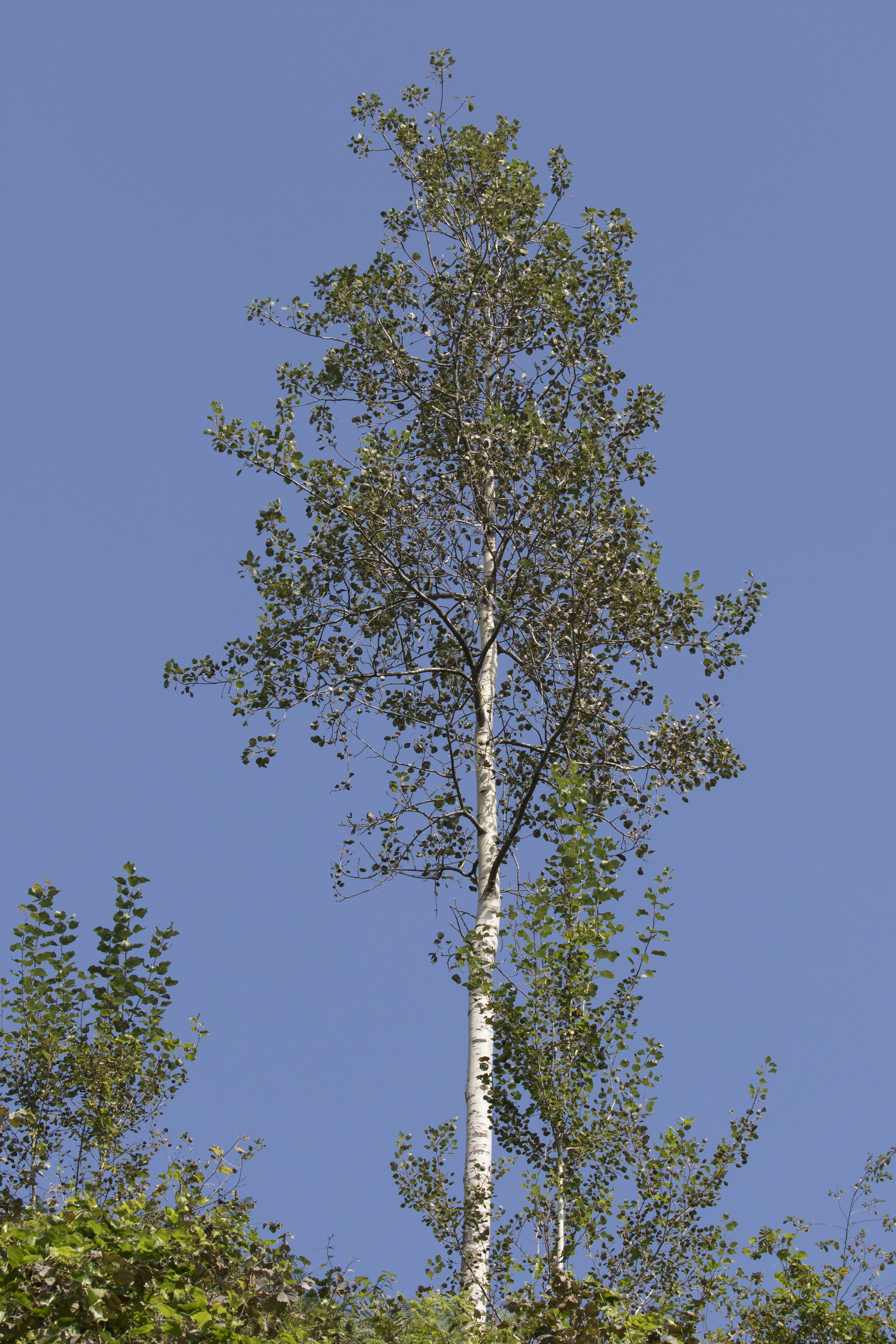
Topol osika

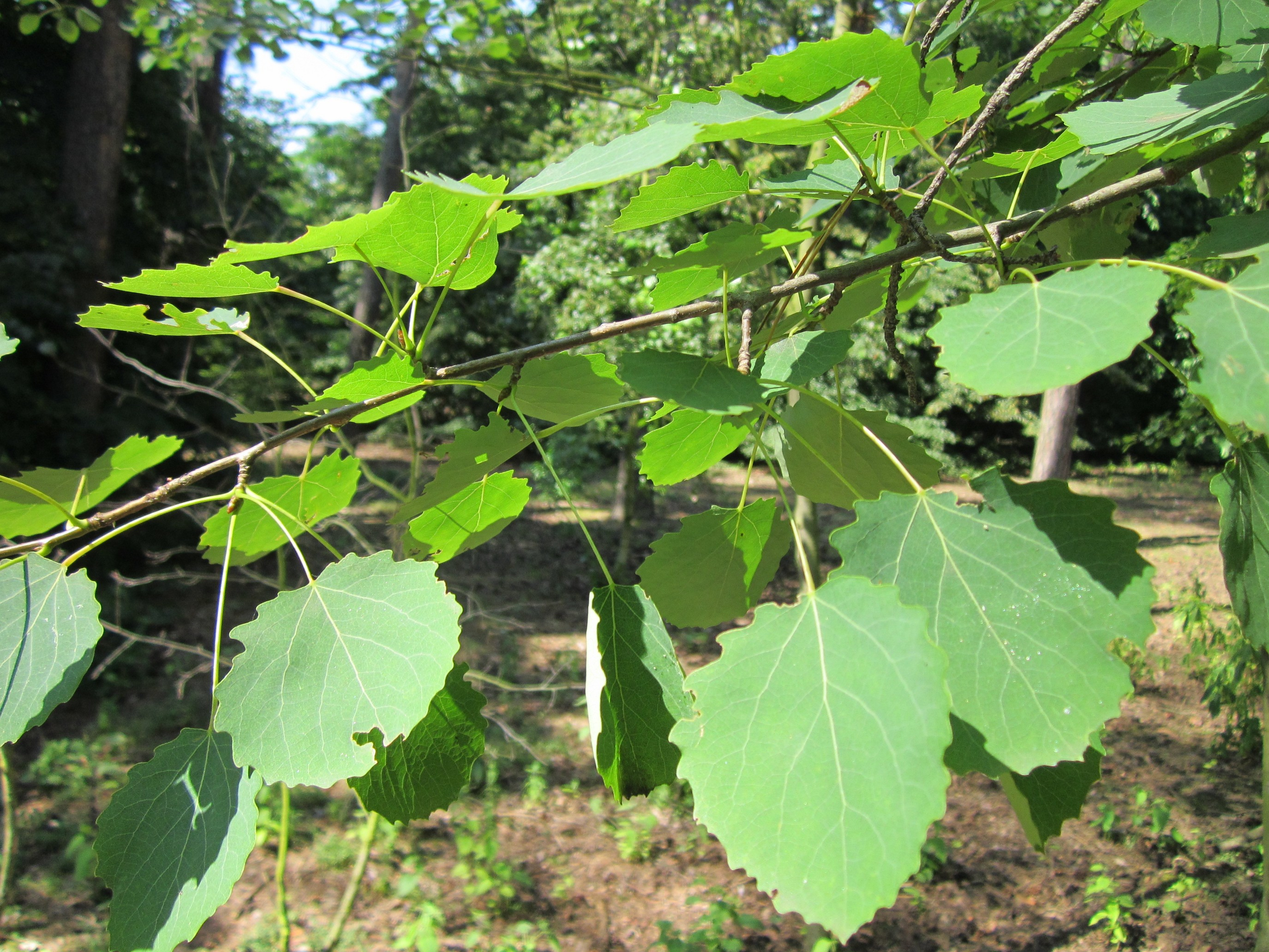
Listy

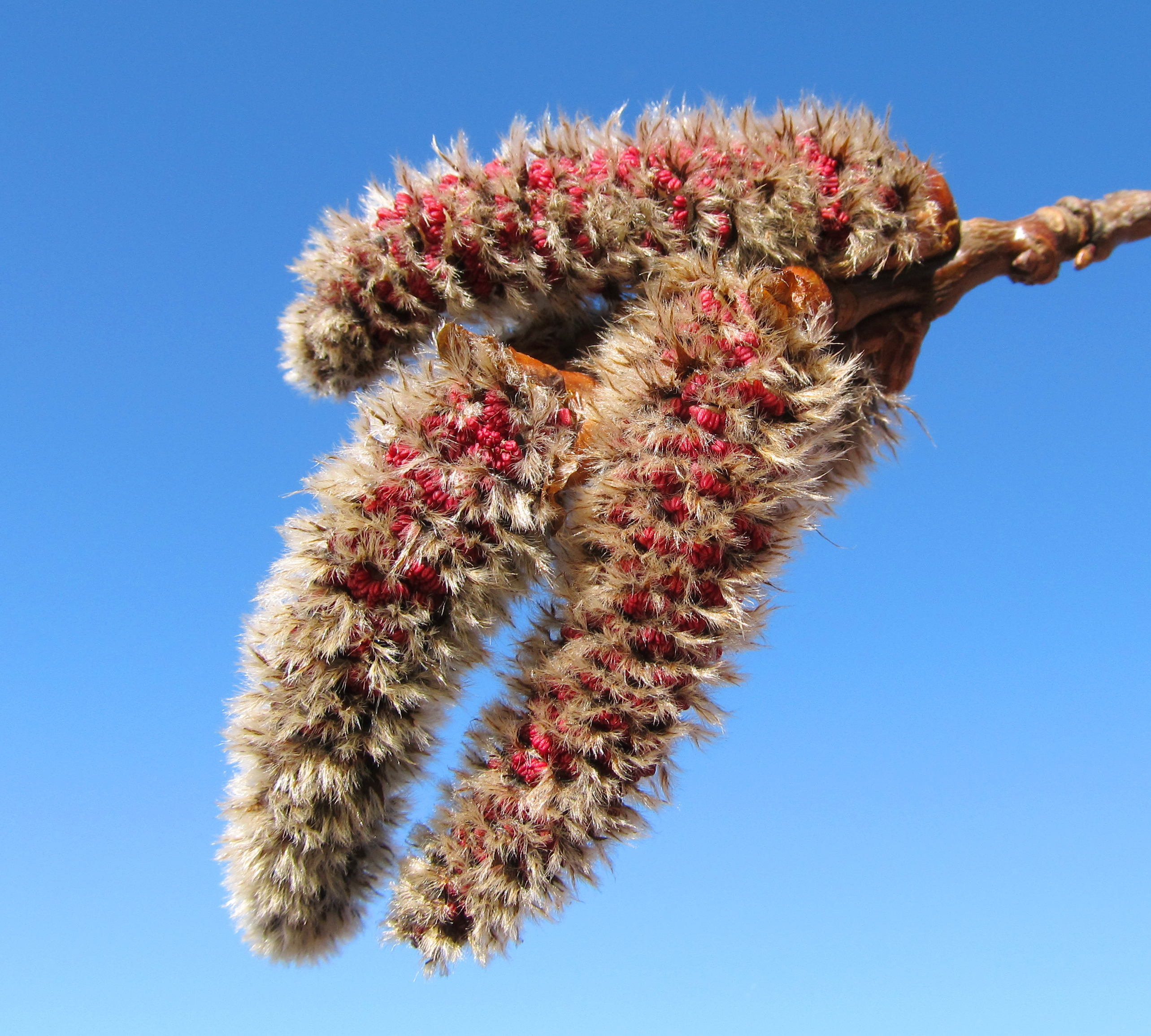
Jehnědy

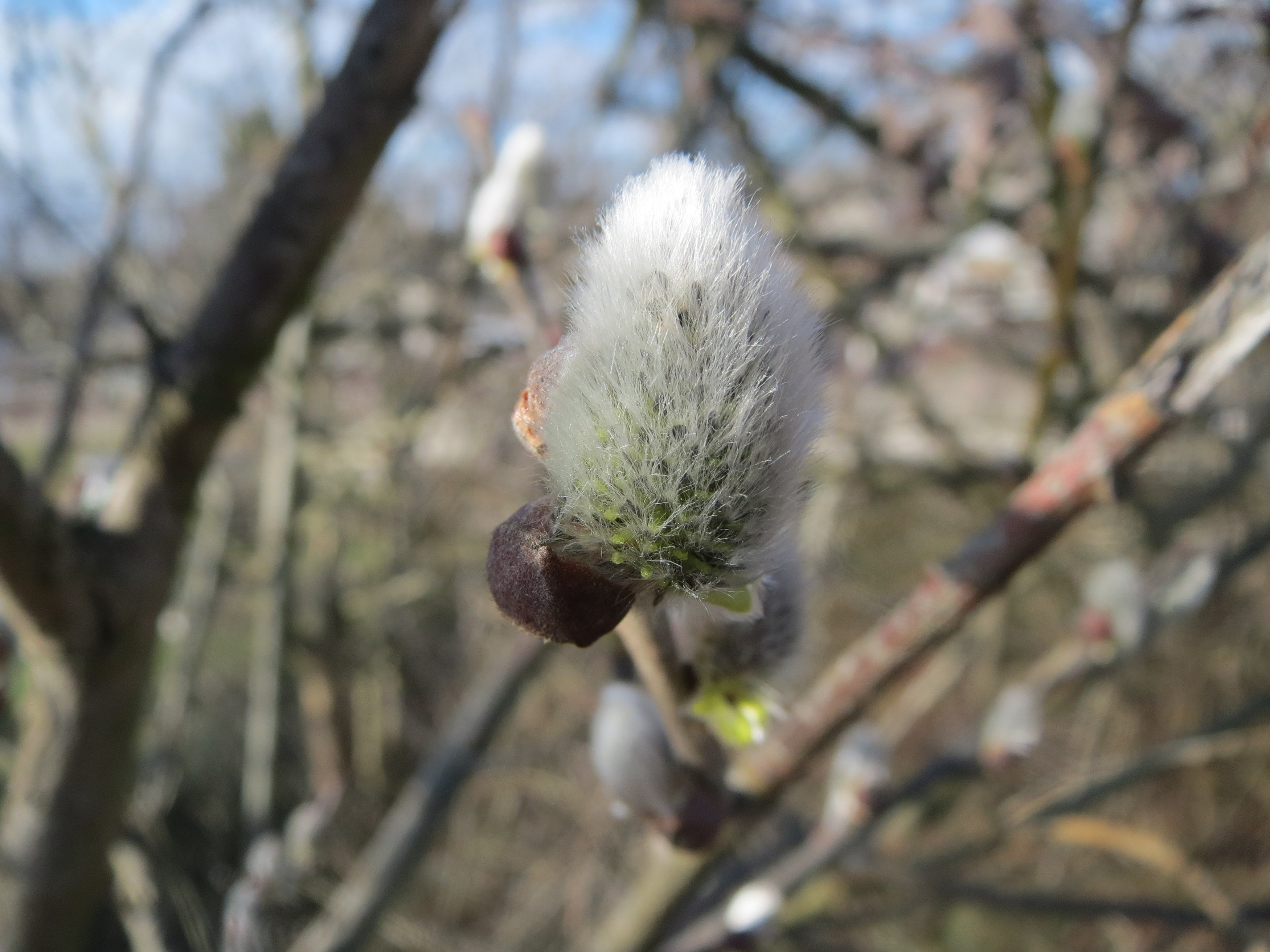
Plod topolu osiky

Listy jsou okrouhlé, široce vejčité, do 8 cm, v mládí bronzové, později na líci šedozelené, světlejší na rubu, obvykle oboustranně holé, zakončené velmi hrubými zuby na dlouhých, štíhlých a zploštělých řapících. Díky takto tvarovaným řapíkům se list ve větru rozkmitává, odtud přirovnání „třese se jako osika“.
Samčí květy mají červené prašníky, samičí květy jsou zelené, rodí se v převislých jehnědách až 8 cm dlouhých, na oddělených rostlinách.
Kvete od začátku března do poloviny dubna, pyl osiky je středně významným alergenem. Vzhledem k časné době květu je topol osika významný pro včelařství.
Plody jsou malé, zelené tobolky s malinkými semeny v bílých, bavlněných chloupcích. Topol osika je rychle rostoucí dřevina, může se dožít stáří až 160 let.
Velmi efektivním způsobem rozmnožování tohoto stromu je vegetativní rozrůstání pomocí kořenových výběžků. Takto dokáže vytvořit rozsáhlé klonální porosty, které se skládají z mnoha kmenů. Po vykácení kmenů dochází k rychlé samovolné obnově porostu z podzemního systému kořenů.

## Využití dřeva
- výroba zápalek, buničiny
- na saunové kabinky (nemá smolné kanálky)
- ohýbaný nábytek
- zpevnění břehů
- obaly na potraviny (hlavně sýry) – dřevo není aromatické
  - loubkové košíky na ovoce